# Wapen van Noordplas

Het wapen van Noordplas

Het wapen van De Noordplas werd op 27 juni 1972 per Koninklijk Besluit aan het waterschap Noordplas toegekend. Het waterschap zelf is in 1969 gevormd na een fusie tussen verschillende polders, geen van deze polders voerde een wapen. Het wapen bleef tot de fusie in 1979 in gebruik. Het wapen werd grotendeels overgenomen door het nieuwe waterschap Noordwoude. Allen het vrijkwartier werd gewijzigd in het nieuwe wapen. 

## Blazoenering
De blazoenering van het wapen luidde als volgt:
Gekrukt van sabel en zilver met een versmalde paal van goud, beladen met twee strepen van keel en een schildhoek van keel, beladen met drie wassenaars van zilver. Het schild gedekt met een gouden kroon van drie bladeren en twee parels.
Het wapen is geheel van zwarte en zilveren krukken, T-vormen. In het midden een smalle gouden paal met drie rode dwarsbalken eroverheen. In de rechterbovenhoek een rode schildhoek, deze is net iets kleiner dan een vrijkwartier, met drie zilveren wassenaars. Op het schild een gravenkroon.

Het wapen van Noordwoude